# Jugoslawisch-österreichische Beziehungen
Als jugoslawisch-österreichische Beziehungen werden die diplomatischen, wirtschaftlichen und kulturellen Beziehungen zwischen der Republik Österreich und Jugoslawien, beziehungsweise den Nachfolgestaaten der Sozialistischen Föderativen Republik Jugoslawien ab 1991 bezeichnet.

## Geschichte

### Beginn der Beziehungen 1918

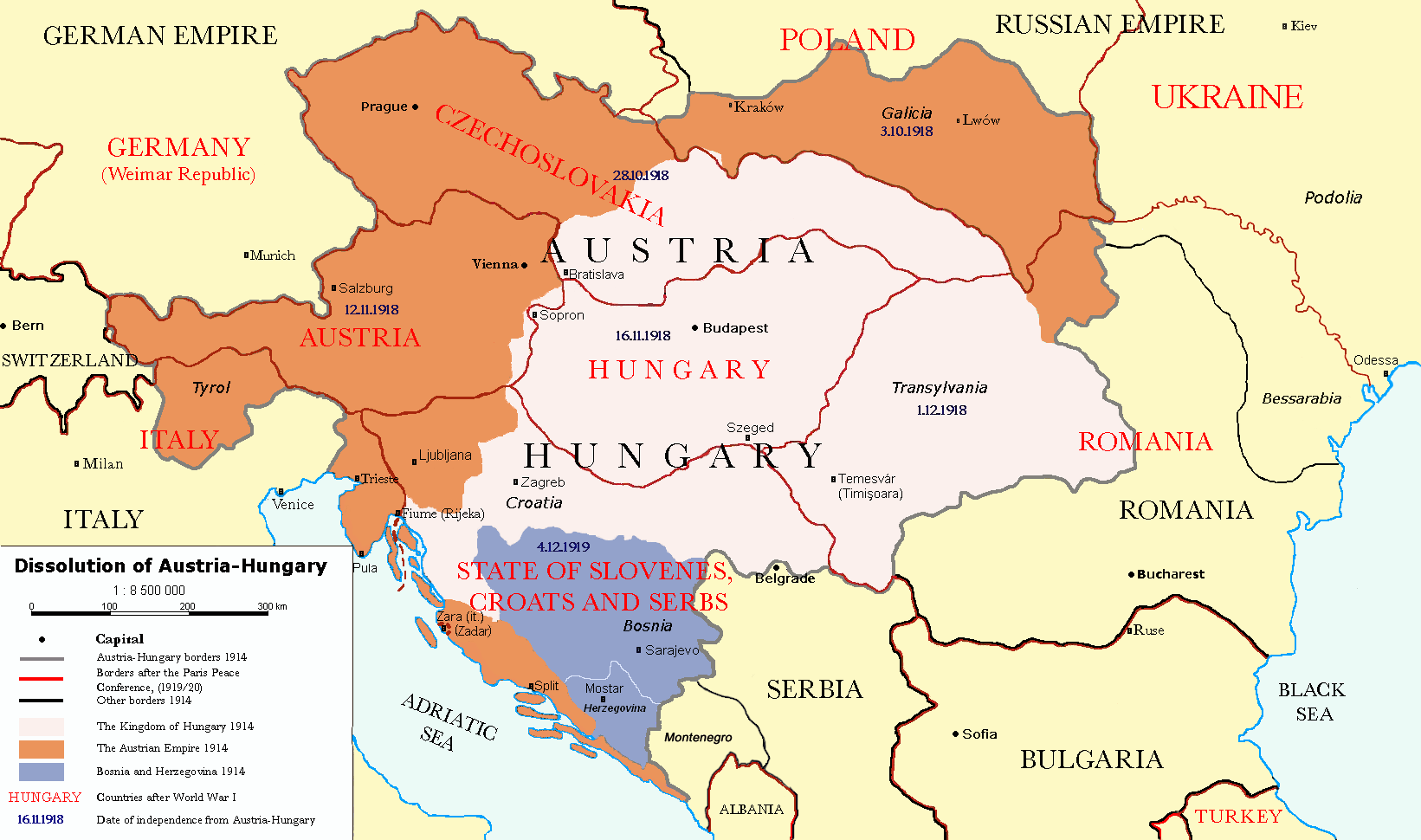
Auflösung Österreich-Ungarns nach dem Vertrag von Saint-Germain 1919

Der Beginn der österreichisch-jugoslawischen Beziehungen kann auf das Jahr 1918 datiert werden. Nach dem Zerfall Österreich-Ungarns erfolgte die Proklamation der Provisorischen Nationalversammlung der Republik Deutsch-Österreich (ab 1919: Republik Österreich) am 12. November 1918 und die Ausrufung des Königreichs der Serben, Kroaten und Slowenen (SHS) am 1. Dezember 1918. Damit wurden Österreich und Jugoslawien offiziell zu Nachbarn. Vor 1918 waren Kroatien und Slowenien Teil der österreichisch-ungarischen Monarchie gewesen, deren Auflösung eines der Kernziele des Königreichs Serbien im Ersten Weltkrieg darstellte. Der Vertrag von Saint-Germain 1919 regelte nach dem Ersten Weltkrieg die Auflösung der österreichischen Reichshälfte der Donaumonarchie und sprach Dalmatien, Krain, Teile der Untersteiermark sowie das Kärntner Mießtal und das Seeland dem neuen Königreich der Serben, Kroaten und Slowenen zu. Die provisorische Ordnung nach den Pariser Friedensverträgen belastete die Beziehungen zwischen Österreich und Jugoslawien erheblich, denn der territoriale Status Österreichs wurde weder in Österreich selbst noch in seinen Nachbarstaaten (inkl. Jugoslawiens) akzeptiert. In den Jahren nach 1919 herrschte im neu entstandenen Königreich Jugoslawien die Angst einer möglichen Restauration der österreichisch-ungarischen Monarchie. Die Politikwissenschaftler Mira Csarman und Hans-Georg Heinrich schreiben, dass sich „Proteste gegen wirkliche oder angebliche Restaurationspläne wie ein roter Faden durch die österreichisch-jugoslawischen Beziehungen der Zwischenkriegszeit ziehen“. Innenpolitisch gesehen stellte sich das alte Nationalitätenproblem der österreichisch-ungarischen Monarchie nun in neuer Form dar. Da Jugoslawien ebenso ein Vielvölkerstaat war wie zuvor Österreich-Ungarn, wurde einerseits versucht, einen Ausgleich zwischen den Nationalitäten zu finden, andererseits versuchte Serbien eine dominante Rolle innerhalb des Reiches zu entfalten.
Die tatsächliche Grenzziehung zwischen Österreich und Jugoslawien wurde am 10. Oktober 1920 festgelegt, als die Volksabstimmung 1920 in Kärnten (welche im Vertrag von Saint-Germain festgesetzt worden war) zugunsten Österreichs ausfiel. Offiziell wurde die Grenzziehung durch Jugoslawien aber erst nach dem Anschluss Österreichs an das Deutsche Reich anerkannt. Diese Anerkennung betraf also die Grenzen zum Deutschen Reich und nicht zu Österreich als eigenständigen Staat.

### Aussetzen der Beziehungen im Zweiten Weltkrieg (1938–1945)
Nach dem „Anschluss Österreichs“ an das Deutsche Reich 1938 und dem deutschen und italienischen Balkanfeldzug 1941 existierten weder Österreich noch Jugoslawien als eigenständige Staaten. Der SHS-Staat wurde in mehrere Vasallenstaaten, darunter Serbien, den faschistischen Unabhängigen Staat Kroatien und den Unabhängigen Staat Montenegro, aufgeteilt; Slowenien wurde unter Deutschland, Italien und Ungarn aufgeteilt, und somit gab es im Zweiten Weltkrieg keine diplomatischen Beziehungen. Gleichzeitig sollten die im Widerstand gegen Nazi-Deutschland entstandene Partisanenbewegung sowie der Antifaschismus aber auch der nach dem Ende des Nationalsozialismus in manchen politischen Kreisen vertretene Antikommunismus und Deutschnationalismus die österreichisch-jugoslawischen Beziehungen nach dem Krieg prägen.

### Beziehungen zwischen der Zweiten Republik und der Sozialistischen Föderativen Republik Jugoslawien

#### Gespanntes Verhältnis in der Nachkriegszeit (1945–1973)

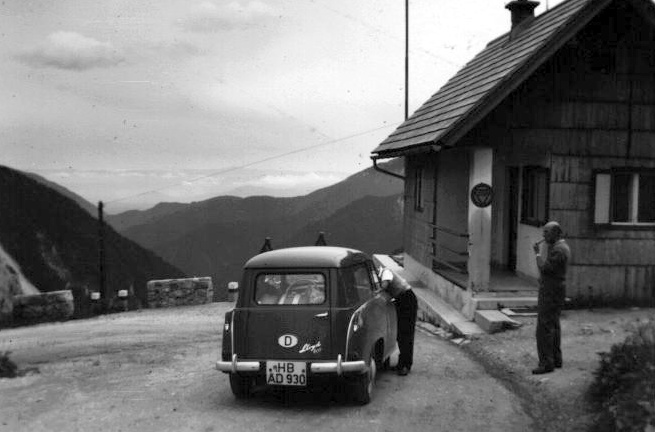
Österreichisch-jugoslawischer Grenzübergang am Loiblpass um 1959.

Das Verhältnis zwischen der Zweiten Republik und der neu gegründeten Sozialistischen Föderativen Republik Jugoslawien war zu Beginn von Spannungen geladen, die sich zunächst im Massaker von Bleiburg ab Mai 1945 entluden. 1947 griffen die Kämpfe zwischen der slowenischen Landwehr und jugoslawischen Tito-Anhängern auf österreichisches Staatsgebiet über. Weiteren Zündstoff boten die von Jugoslawien gestellten Gebietsansprüche, konzentriert auf die Südweststeiermark und einen bis in eine Tiefe von ca. vierzig Kilometern reichenden Teil Kärntens. Wie Der Spiegel berichtete, kam es in dem Zusammenhang zu Grenzüberschreitungen durch Verbände der slowenischen Partisanenorganisation Osvobodilna Fronta. Hatten die jugoslawischen Forderungen bei einer Außenministerkonferenz im November in London im Zuge der Staatsvertragsverhandlungen noch auf der Tagesordnung gestanden, wurden diese mit dem 1948 erfolgten Bruch zwischen Belgrad und Moskau allerdings mangels sowjetischer Unterstützung hinfällig.

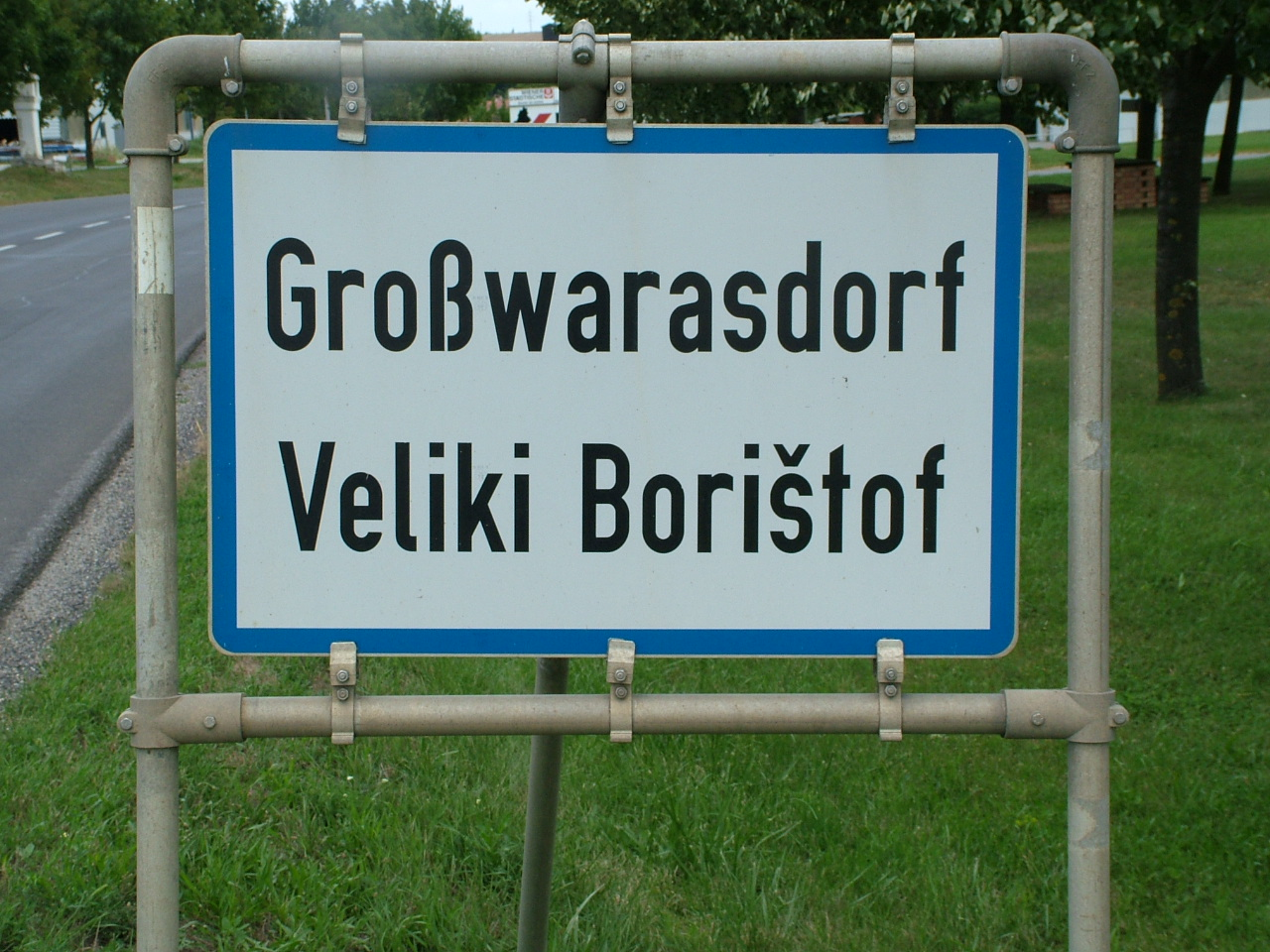
Die Einführung zweisprachiger Ortstafeln in österreichischen Gemeinden mit slowenisch- bzw. kroatischsprachigen Bevölkerungsteilen war lange Zeit Streitthema in den österreichisch-jugoslawischen Beziehungen.

Mit der Wiederherstellung eines souveränen Österreich innerhalb der Landesgrenzen von 1918 im Österreichischen Staatsvertrag vom 15. Mai 1955 wurden zeitgleich wesentliche Parameter der bilateralen Beziehungen zur SFRJ geschaffen. Auf dem konsolidierten Staatsgebiet lebten nun slowenisch- und kroatischsprachige Minderheiten, deren gleiche Rechtsstellung gegenüber der Mehrheitsbevölkerung zu gewährleisten Österreich sich im Artikel 7 des Staatsvertrages verpflichtete. Das Erfüllungssoll hinsichtlich dieser und weiterer Verpflichtungen, v. a. über die Einführung von Slowenisch- bzw. Kroatischunterricht und mehrsprachigen Ortstafeln (siehe Ortstafelstreit), wurde zu einer grundlegenden Determinante der österreichisch-jugoslawischen Beziehungen.
Die bilateralen Kontakte zwischen Österreich und Jugoslawien wurden bis Anfang der 1970er-Jahre von offizieller Seite als „kontinuierliche Verbesserung“ beschrieben, trotz der problematischen Stimmung gegen die slowenische Volksgruppe in Kärnten. Das Spannungsfeld zwischen deutschnationalen Kräften und der slowenischen Minderheit rückte durch die Verbreitung von aggressiver Propaganda – verbreitet unter anderem durch den Kärntner Heimatdienst (KHD) – stark in den Fokus. Nachdem die jugoslawische Presse mit verbalen Angriffen reagierte, konnte ein informelles Zusammenkommen von den jeweiligen Außenministern Rudolf Kirchschläger und Mirko Tepavac die Lage wiederum beruhigen. Mit einem Gesetz, das zweisprachige Ortstafeln in „205 Kärntner Ortschaften mit mindestens 20 % slowenischsprachiger Bevölkerung“ vorsah, wollte die SPÖ 1972 eine weitere Entspannung der innerösterreichischen und somit auch der bilateralen Verhältnisse erzielen.
Noch im selben Jahr kam es im Zuge des sogenannten Ortstafelsturms zum Abbau der zweisprachigen Ortstafeln, und auf den erneuten Vollzug des Gesetzes wurde verzichtet. Zusätzlich können „die illegalen Grenzübertritte von Ustaša-Angehörigen, die Verzögerung bei der Rückgabe von Restitutionsgütern, Probleme bei der Erfüllung des Archivsabkommens“ als Streitpunkte der diplomatischen Beziehungen zwischen Österreich und Jugoslawien am Beginn der 1970er-Jahre genannt werden, welche an zwei Treffen zwischen dem österreichischen Bundeskanzler Bruno Kreisky und Staatspräsident Josip Broz Tito 1975 besprochen wurden.

#### KSZE-Zusammenarbeit und Normalisierung der bilateralen Beziehungen (1973–1991)
Durch den Ortstafelsturm wurde das bilaterale Klima einigermaßen vergiftet. Anlässlich der Vorbereitungen zur Konferenz über Sicherheit und Zusammenarbeit in Europa (KSZE) 1973 fanden dann Österreich und Jugoslawien aufgrund ihrer ähnlichen geopolitischen Positionierung (beide waren weder Teil der NATO noch des Warschauer Paktes), der „Gruppe der neutralen und ungebundenen Teilnehmerstaaten der KSZE“ gemeinsame Grundlagen.
Nach ersten Anbahnungsversuchen durch den österreichischen Botschafter in der SFRJ, Helmut Liedermann, kam es 1978 zu einem Meinungsaustausch zwischen den Außenministerien der beiden Länder, 1979 zu einem Besuch des jugoslawischen Ministers Vrhovec, was die erste Kontaktaufnahme im seit 1972 unterbrochenen Dialog auf Außenministerebene darstellte. Es folgten weitere wechselseitige Besuche politischer Funktionäre beider Staaten sowie ein Treffen zwischen Bundeskanzler Kreisky und Ministerpräsident Đjuranović anlässlich des Beginns der Bauarbeiten für den Karawankentunnel, ebenfalls 1979. Ein Freundschaftsbesuch Kreiskys im Folgejahr in Jugoslawien erzeugte ein großes Medien-Echo; so schrieb die Borba, die Parteizeitung des BdKJ, am 8. April 1980 folgendes:
„[…]Im Laufe des heutigen Dialogs Đjuranović – Kreisky, der in einer herzlichen und offenen Atmosphäre geführt wurde und hauptsächlich der Erörterung der bilateralen Beziehungen gewidmet war, wurde beiderseits mit Zufriedenheit festgestellt, dass dieser Besuch neue Möglichkeiten für die Erweiterung der Zusammenarbeit erschließt, die sich insbesondere in letzter Zeit beschleunigt.
Gemeinsam wurde heute ebenfalls bestätigt, dass die geostrategische Lage des neutralen Österreich und des blockfreien Jugoslawien die beiden Länder zusätzlich auf gemeinsame Bemühungen hinweist, um der guten Nachbarschaft neue Qualitätsformen zu verleihen.“
Die jugoslawische Presse zeichnete Anfang der 1980er-Jahre ein zunehmend positives Österreichbild, das in den SFR-Teilrepubliken wahrgenommen wurde, nicht zuletzt aufgrund der Katastrophenhilfe Österreichs nach dem Erdbeben in Montenegro 1979. Allerdings gab es in der österreichischen Jugoslawienberichterstattung auch auffallend negative Einzelfälle, beispielsweise anlässlich der Vorbereitungen auf die Olympischen Winterspiele in Sarajevo.
Insgesamt konsolidierten sich jedoch die bilateralen Beziehungen im Laufe der 1980er-Jahre. Nach Kreiskys Staatsbesuch nahmen er sowie Bundespräsident Kirchschläger und Außenminister Pahr am Begräbnis Titos am 8. Mai 1980 teil. 1984 gab es weitere wechselseitige Staatsbesuche durch politische Amtsträger, etwa Bundeskanzler Sinowatz und der Vorsitzende des jugoslawischen Staatspräsidiums, Špiljak. Wiederkehrende Diskussionspunkte waren die Gewährleistung von Minderheitenrechten gemäß Artikel 7 des Staatsvertrages, der Ausbau der wirtschaftlichen Zusammenarbeit, die Situation jugoslawischer Gastarbeiter in Österreich, die gemeinsamen geostrategischen Interessen, der Umweltschutz sowie der jeweils geleistete Beitrag zur Verbesserung der Wirtschaftslage in Entwicklungsländern.
Diese Verbesserungen sind auf eine Änderung des außenpolitischen Kurses auf jugoslawischer Seite zurückzuführen, wonach die eigene Schutzmachtmission gegenüber den slawischen Minderheiten Europas von der Voraussetzung zum Ziel diplomatischer Praxis umgedacht wurde: Nicht erst die vollständige Gewährung der Minderheitenrechte soll gutnachbarliche Beziehungen ermöglichen, sondern gute Beziehungen die Situation der Minderheiten verbessern. Die Politikwissenschaftler Mira Csarmann und Hans-Georg Heinrich führen diese Wende in der Nachbarschaftspolitik auf eine verstärkte multilaterale Zusammenarbeit mit der EG infolge einer Annäherung zwischen dieser und den COMECON-Staaten zurück, welche „[j]ugoslawische Güter im COMECON-Raum […] unter den Konkurrenzdruck vermehrter EG-Exporte geraten [ließ].“

### Beziehungen während des Zerfalls Jugoslawiens (1991–2003)
Ende der 1980er-Jahre stellten sich in den jugoslawischen Teilrepubliken infolge der unverändert schlechten Wirtschaftslage, des politischen Aufstiegs Slobodan Miloševićs in Serbien und der innerjugoslawischen Vorherrschaftsbestrebungen der serbischen Kräfte in der SFRJ zunehmend zentrifugale und national-emanzipatorische Tendenzen ein. Während der Jugoslawienkriege hatte in den diplomatischen Überlegungen Österreichs vor allem die Sicherheitspolitik höchste Priorität. Die Transformation des angrenzenden Staates wurde von einem politischen Wechsel in der österreichischen Außenpolitik begleitet. Seit der Übernahme des Außenministeriums durch Alois Mock (ÖVP), zeichnete sich eine Veränderung zu einer aktiveren Außenpolitik im Gegensatz zur Neutralitätspolitik unter Bruno Kreisky (SPÖ) ab. Die Bedeutung des Fortbestands und die staatliche Einheit Jugoslawiens wurden von Alois Mock im Mai 1990 noch unterstrichen. Das Prinzip des Selbstbestimmungsrecht war hierbei die Argumentationsbasis Alois Mocks, jedoch wurde von 16 Staaten, darunter auch Österreich, die 1. Stufe des KSZE-Mechanismus der menschlichen Dimension gegenüber Jugoslawien angewandt. Darauffolgend waren nun Bemühungen hinsichtlich einer zunehmenden Unabhängigkeit Sloweniens, wie auch in der Folge Kroatien, ein zentrales Ziel der Strategie des österreichischen Außenministers, nicht zuletzt, um mit einem stabilen Nachbarstaat die Grenze zu sichern. Dies äußerte sich in der Vermittlung der Teilnahme am KSZE-Außenministertreffen 1990 des slowenischen Außenministers Rupel. Die Position Österreichs während dieser Phase der Jugoslawien-Krise lässt sich auch im Außen- und Europapolitischen Bericht finden. Die Interessen von Kroatien und Slowenien werden unterstützt, da „vor allem Slowenen und Kroaten niemals eine den Serben vergleichbare Stellung einnehmen würden“ und das „Zusammenleben verschiedener Völker in einem Reich nur auf gleichberechtigter, demokratischer, konsensualer Grundlage und nicht nach dem Prinzip der Dominanz und Unterordnung erfolgen könnte.“
Der tatsächliche Zerfall Jugoslawiens setzte mit der simultanen Unabhängigkeitserklärung Sloweniens und Kroatiens am 25. Juni 1991 ein, worauf die jugoslawische Staatsführung am 27. Juni Truppenkontingente der Jugoslawischen Volksarmee (JNA) in die separatistischen Republiken entsandte.
Im 10-Tage-Krieg zwischen Jugoslawien und Slowenien kam es zu Kampfhandlungen in unmittelbarer Nähe zu österreichischem Staatsgebiet und mehrfachen Luftraumverletzungen durch die jugoslawische Luftwaffe, weshalb ein Kontingent des Österreichischen Bundesheeres zur Grenzverteidigung disloziert wurde. Auf jugoslawische Kritik an den Truppenbewegungen hin, wurde eine Beobachtung der Grenzsicherungsmaßnahmen durch in Wien akkreditierte Militärattachés in die Wege geleitet. Dabei war man auf österreichischer Seite darum bemüht, eine Verwicklung in den Konflikt zu vermeiden. Nach dessen Beilegung am slowenischen Schauplatz warf die jugoslawische Führung in einer Demarche Einmischung und Unterstützung des Separatismus vor.
Der bis 1995 fortdauernde Kroatienkrieg, der Bosnienkrieg (1992–1995) und der spätere Kosovokrieg (1999) belasteten aufgrund der ausgelösten Flüchtlingsströme (zwischen 1992 und 1995 kamen ca. 85.000 Kriegsvertriebene ins Bundesgebiet) und zahlreichen verübten und von österreichischer Seite verurteilten Menschenrechtsverletzungen das Verhältnis Jugoslawiens und Österreichs, die nunmehr keine gemeinsame Grenze besaßen. Am 19. September 1992 stimmte Österreich in UN-Sicherheitsrat im Zuge des Beschlusses der Resolution 777 gegen eine automatische Mitgliedschaft der neugebildeten Bundesrepublik Jugoslawien in den Vereinten Nationen. Im Außenpolitischen Bericht des österreichischen Außenministeriums heißt es dazu:
„In der österreichischen Votumserklärung wurde betont, daß auch für eine eventuelle Anerkennung der „Bundesrepublik Jugoslawien“ die von der EG am 16. Dezember 1991 festgelegten Kriterien angewendet werden sollten, wobei dem Schutz der Menschenrechte ethnischer Gruppen besondere Aufmerksamkeit gewidmet werden müsse.“
Wichtigstes Anliegen der österreichischen Außenpolitik zur Zeit der Jugoslawienkriege war es, eine gewaltsame Aufteilung Bosnien-Herzegowinas zu verhindern, da man befürchtete, eine Fremdherrschaft über die primär muslimischen Bosniaken schaffe am Balkan der Palästinenserfrage ähnliche Verhältnisse (humanitäre Krise, radikaler Islamismus).
Die Beziehungen zwischen Österreich und Jugoslawien endeten 2003 und gingen auf den territorial und staatsrechtlich identischen neuen Staat „Serbien und Montenegro“.

## Wirtschaftliche Beziehungen mit der Sozialistischen Föderativen Republik Jugoslawien (SFRJ)

### Handelsbeziehungen

#### 1950–1955
Als die jugoslawischen Beziehungen zur Sowjetunion im Zuge des Komintern-Konflikts 1947/48 in die Brüche gingen, war die jugoslawische Regierung gezwungen, sich nach neuen Handelspartnern im Westen umzusehen. Da Österreich schon in der Zwischenkriegszeit zu den wichtigsten Handelspartnern Jugoslawiens gezählt hatte, war eine erneute Intensivierung dieser wirtschaftlichen Beziehungen eine logische Folge. Ab 1950 stieg das Handelsvolumen zwischen Österreich und Jugoslawien stetig an und erreichte 1952 einen ersten Höhepunkt. Vor allem die vermehrten Lieferungen von landwirtschaftlichen Produkten nach Österreich stärkten den Jugoslawischen Außenhandel. Von 1951 auf 1952 kam es zu einem Exportzuwachs Jugoslawiens von knapp 55 %.

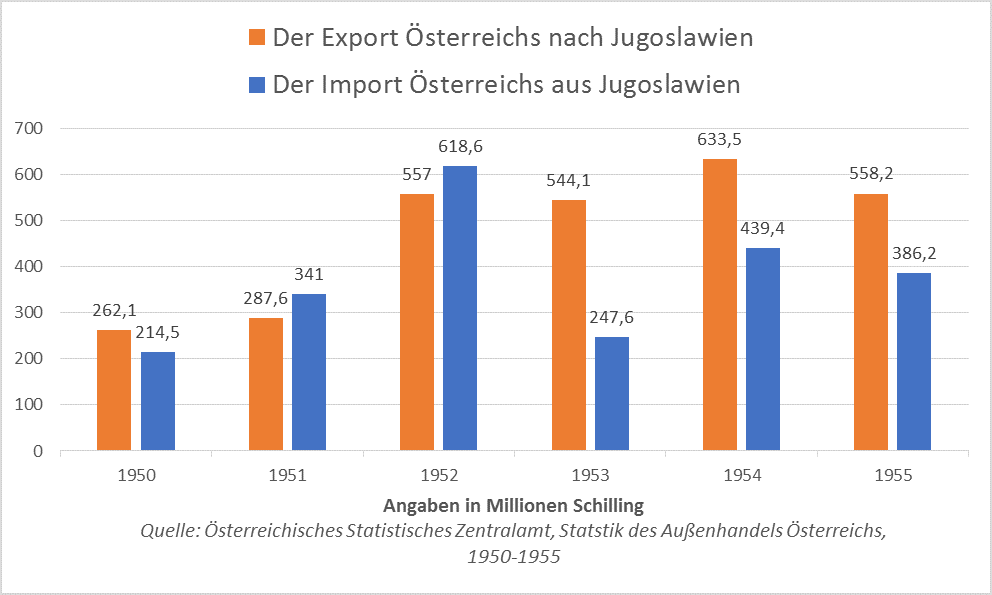
(eigene Darstellung)

In den 1950er-Jahren war die Landwirtschaft der bedeutendste Wirtschaftssektor in Jugoslawien und machte beispielsweise im Jahr 1952 knapp 30 % des jugoslawischen Bruttoinlandsproduktes aus. Während Jugoslawien vor allem lebende Tiere, Obst und Gemüse, Fleisch, Tabakwaren und Zucker nach Österreich exportierte lieferte Österreich vor allem Halb- und Fertigwaren sowie Maschinen.

#### Ab 1955
Mit dem österreichischen Staatsvertrag von 1955 verbesserten sich neben den politischen auch die wirtschaftlichen Beziehungen. Im Jahr 1960 wurde ein österreichisches Konsulat in Laibach eröffnet und Außenminister Bruno Kreisky besuchte Belgrad. Im Rahmen dieser diplomatischen Annäherung kam es auch zum Abschluss einiger Verträge und der Ausweitung der wirtschaftlichen Kooperation. Vor allem für die österreichische Wirtschaft waren die Entwicklungen dieser Jahre als positiv zu bewerten.
Einen deutlichen Dämpfer verpasste dieser positiven Entwicklung der Kärntner Ortstafelstreit ab 1972. Die österreichischen Exporte gingen um 14 % im Vergleich zum Vorjahr zurück. In den folgenden Jahren konnte dieser Rückgang jedoch wieder ausgeglichen werden und schon ab 1974 kam es zu starken Wachstumsraten. Unglücklicherweise konnte dieses Exportwachstum nicht dauerhaft aufrechterhalten werden und es kam bis zum Ende der 1980er-Jahre zu einem stetigen Rückgang der österreichischen Exporte nach Jugoslawien. Die Importe aus Jugoslawien waren im Laufe der 1980er-Jahre nur leicht angestiegen.

### Tourismus

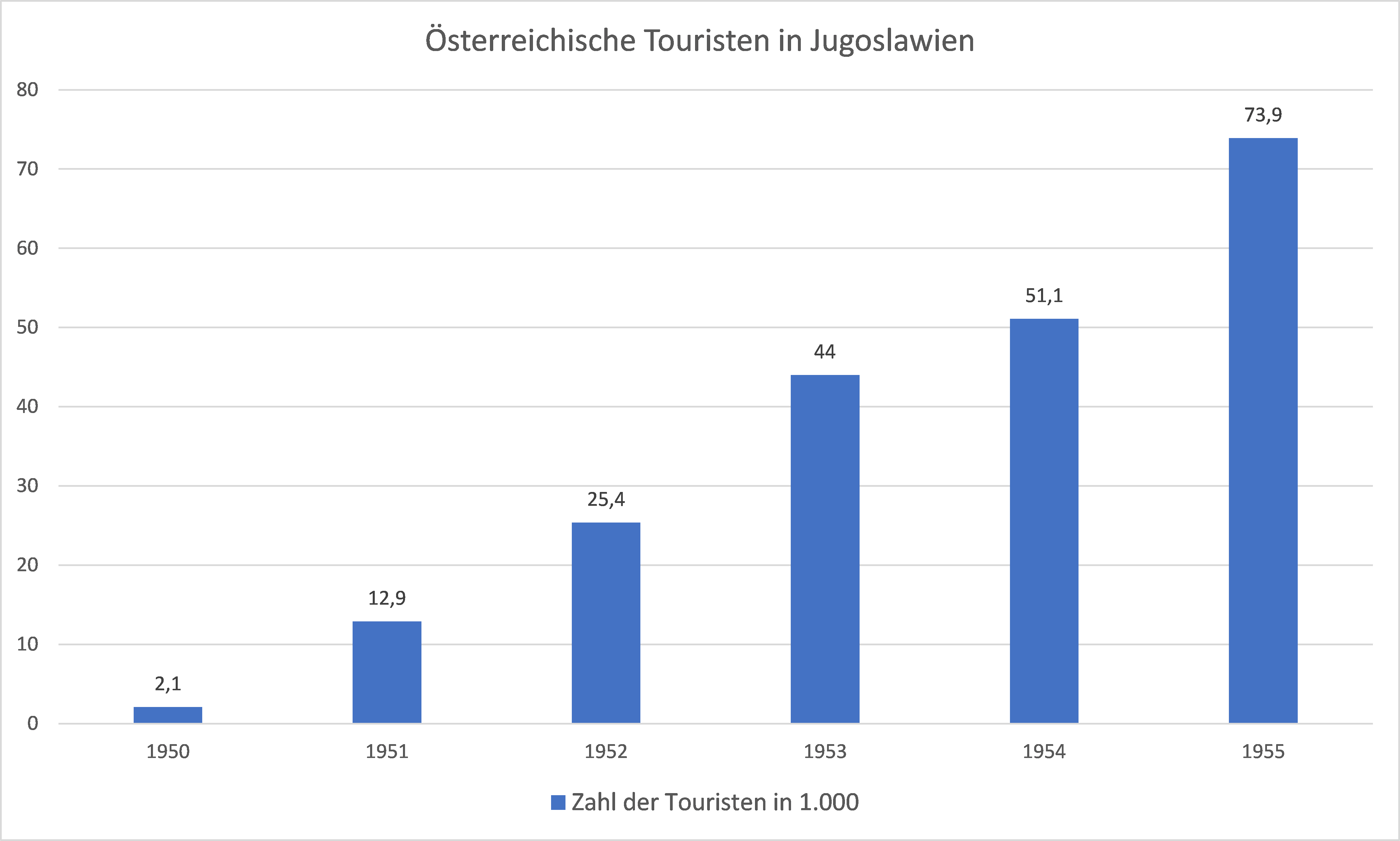
Anzahl der österreichischen Touristen in Jugoslawien 1950–1955 (Eigene Darstellung)

Ab den 1950er-Jahren spielte Tourismus eine zentrale Rolle für die jugoslawische Wirtschaft. Als wichtigste Quelle für Devisen waren vor allem österreichische Touristen gern gesehene Gäste an der dalmatinischen Küste. Vom gesteigerten Tourismusaufkommen erhoffte man sich in Belgrad nicht nur wirtschaftliche Vorteile, sondern auch eine Verbesserung des jugoslawischen Images in Österreich.
Der Tourismus entwickelte sich für beide Länder zu einem zentralen Wirtschaftszweig. Vor allem für Jugoslawien, das im Warenaußenhandel nur eine kleine internationale Rolle spielte, war der Fremdenverkehr existenziell, um die Defizite der Handelsbilanz auszugleichen. Die Einnahmen aus dem Tourismus erlaubten es dem Balkanland, trotz einer gesamtwirtschaftlich eher schleppenden Entwicklung, seiner Bevölkerung einen gewissen Lebensstandard zu ermöglichen.
Trotz der geographischen Nähe wurde Jugoslawien erst im Laufe der 1960er-Jahre zu einem wichtigen Urlaubsland der österreichischen Bevölkerung. Der Aufstieg Jugoslawiens zu einem wichtigen Reiseland geschah etwa zeitgleich mit den Entwicklungen in Griechenland und Spanien. Durch den Ausbau der binnenländischen Verkehrswege und wirtschaftlichen Reformen konnte Jugoslawien seinen Anteil am Weltreisemarkt von 1,6 % (1960) auf 5,2 % (1975) steigern. Dies wirkte sich auch auf die Anzahl der Urlauber aus Österreich aus. 1985 wählten über ein Viertel der Österreicher Jugoslawien als Urlaubsland. Die Beliebtheit als Urlaubsdestination lässt sich durch verschiedene Faktoren erklären:
- Geographische Nähe: Die Orte der nördlichen Adria können innerhalb von wenigen Stunden erreicht werden.
- Historische Wurzeln: Das Seebad Opatija war schon zur Zeit der Monarchie eines der beliebtesten Reiseziele.
- Günstige Preise: Die jugoslawische Küste galt als typisches Billigurlaubsland und war vor allem durch die kostengünstige Alternative des Campingurlaubs bei Österreichern mit geringerem Einkommen sehr beliebt.

Im Jahr 1988 kam es mit über 52 Millionen Übernachtungen (5,4 Millionen aus Österreich) zum bisher höchsten erreichten Wert, bevor der Tourismus in Jugoslawien 1991 durch den 10-Tage-Krieg, den Kroatienkrieg und den Bosnienkrieg komplett zusammenbrach.

### Jugoslawische Gastarbeiter in Österreich

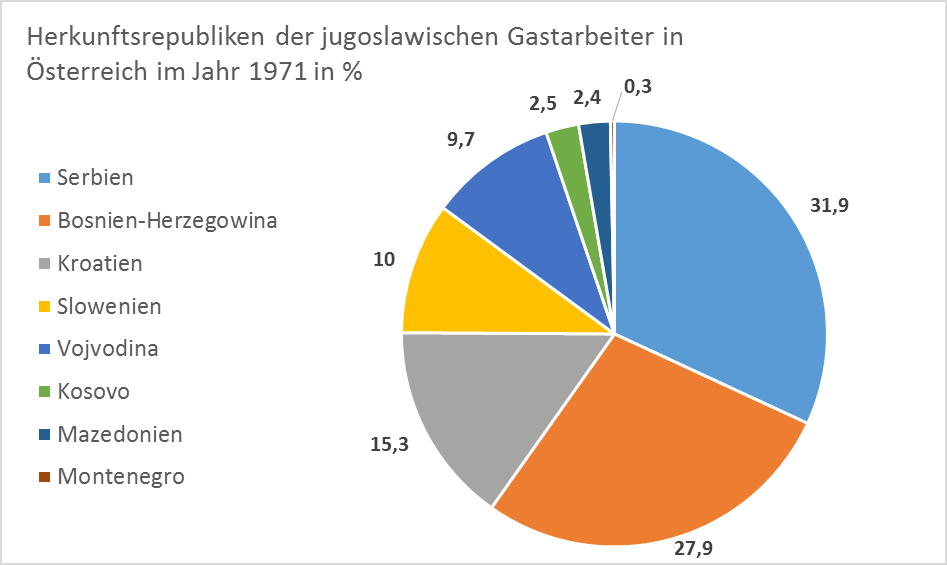
Herkunftsrepubliken von jugoslawischen Gastarbeitern in Österreich im Jahr 1971

Ausgelöst durch das starke wirtschaftliche Wachstum der 1960er-Jahre entstand in Österreich ein Mangel an Arbeitskräften. Parallel dazu kam durch starke Geburtenjahrgänge und Rationalisierungen in der Industrie zu einem massiven Überangebot an Arbeitskräften in Jugoslawien. Als Reaktion darauf wurde von Österreich eine zeitlich befristete Beschäftigung jugoslawischer Bürger im Ausland gefördert. Die sogenannten „Gastarbeiter“ wollten sich zunächst nicht dauerhaft im Ausland niederlassen, sondern genügend verdienen, um die zurückgelassenen Familien zu unterstützen und sich nach der Rückkehr eine Existenz aufbauen zu können. Da sich in den folgenden Jahren die Situation in Jugoslawien aber nicht besserte, ergab sich ein verstärkter Familiennachzug von Angehörigen nach Österreich. Schon in den 1960er-Jahren stellten Gastarbeiter aus Jugoslawien die größte Gruppe der beschäftigten Ausländer in Österreich. Am Beginn der 1970er-Jahre hatte die Anzahl der jugoslawischen Gastarbeiter ihren Höchststand erreicht und zählte fast 200.000 Personen.
Ab 1973 ging die Anzahl der in Österreich arbeitenden Jugoslawen kontinuierlich zurück. Diese Beschäftigungsverhältnisse hatten für beide Staaten eine wichtige wirtschaftliche Bedeutung. In den ersten Jahrzehnten nach dem Zweiten Weltkrieg benötigte die österreichische Industrie eine große Anzahl an weniger qualifizierten Arbeitskräften, wozu Gastarbeiter bereitstanden. In der jugoslawischen Wirtschaft ergab sich eine Entspannung des Arbeitsmarktes und eine zusätzliche Einnahmequelle für Fremdwährungen (Schilling), da die meisten Gastarbeiter regelmäßig Geld ins Heimatland überwiesen. Am Beginn der 1980er-Jahre machen diese Transaktionen 23 % Prozent der gesamten jugoslawischen Deviseneinnahmen aus.
Die Devisenüberweisungen der Gastarbeiter wurden auf spezielle Konten transferiert, von denen die Empfänger Importe und Produkte, wie z. B. Autos, Elektro- und Haushaltsgeräte etc. aus westlichen Staaten kaufen konnten.
Die Mehrheit der in Österreich angestellten Gastarbeiter kam aus den Teilrepubliken Serbien und Bosnien-Herzegowina. Aufgrund der besseren wirtschaftlichen Lage suchten aus den nördlichen Gebieten Slowenien und Kroatien weit weniger Menschen Arbeit in Österreich als aus den südlichen Regionen.

### Wirtschaftliche Abkommen
- Unterzeichnung eines ersten Handels- und Zahlungsabkommens. (17. August 1948)[36]
- Erarbeitung eines Protokolls über die gemeinsame Ausnutzung der Wasserkräfte der Drau. (24. März 1951)[37]
- Abkommen zwischen der Republik Österreich und der Föderativen Volksrepublik Jugoslawien, betreffend die Wiederherstellung bestimmter Rechte an Fabriks- und Handelsmarken. (14. Oktober 1955)[38]

## Kulturelle Beziehungen nach 1945

### Kultureller Austausch in der Nachkriegszeit
Die kulturellen Beziehungen zwischen Österreich und Jugoslawien entwickelten sich nicht linear, sondern waren von immer wieder auftretenden Problemen und Stagnationen geprägt. Seit 1945 ging das Interesse an der jeweils gegenseitigen Kultur vorerst fast ausschließlich von einzelnen Institutionen, Vereinen und Einzelpersonen aus, wobei zunächst auch Sportvereine oder Jugendorganisationen in diesen Austausch eingebunden waren. Prinzipiell hatte Jugoslawien als Staat am Kulturaustausch größeres Interesse, während sich Österreich eher reserviert und zurückhaltend verhielt. Des Weiteren war der kulturelle Austausch in bestimmten Regionen, wie etwa in den österreichischen Bundesländern Kärnten und Steiermark, als auch in den Teilrepubliken Slowenien und Kroatien vielfältiger und intensiver als in weiteren Regionen. Zusammenfassend war in den ersten 25 Jahren nach Ende des Zweiten Weltkrieges in beiden Ländern oft von einer Verbesserung der kulturellen Beziehungen die Rede, „ohne daß diese jedoch ein Stadium erreichen, das als ‚gut‘ bezeichnet werden kann.“ Dieser kulturelle Austausch zwischen 1945 und 1972 fand – trotz der im Folgenden genannten Delegationen und anderer staatlichen Einrichtungen – vorwiegend auf der Ebene von Organisationen, Institutionen und Privatpersonen statt. Vor allem regionale Kontakte sind für diese Zeit charakteristisch. In der unmittelbaren Nachkriegszeit waren diese kulturellen Kontakte noch zaghaft. „Zu sehr waren die Erinnerungen an die Tragödien der davor liegenden Jahre noch spürbar.“ Außerdem mussten zuerst sowohl die politischen, als auch die materiellen Grundlagen für eine Entwicklung von Kulturbeziehungen wieder geschaffen werden. Beispielsweise wurde 1946 der Telefonverkehr zwischen Österreich und Jugoslawien aufgenommen, 1951 wurde seitens Jugoslawiens „offiziell der Kriegszustand mit Österreich aufgehoben.“ Bereits 1946 wurde in Wien die „Österreichisch – Jugoslawische Gesellschaft“ gegründet und offiziell als die „Gesellschaft zur Pflege kultureller und wirtschaftlicher Beziehungen mit Jugoslawien“ bezeichnet. Diese Gesellschaft hatte als Ziel die „Weckung und Belebung des Interesses für die Kultur, die Geschichte, die Sprachen und die Wirtschaft Jugoslawiens“ gesetzt und hielt zu diesem Zweck Sprachkurse, sowie auch sportliche Wettbewerbe ab, und errichtete 1948 in Wien eine jugoslawische Lesehalle. Der Kominform-Konflikt im Jahr 1948 hinterließ auch hier seine Spuren. 1948 forderte der Vorstand die Auflösung der Gesellschaft, was jedoch abgelehnt wurde. Die österreichisch – jugoslawische Gesellschaft ist ein gutes Beispiel für kulturellen Austausch zwischen den beiden Staaten auch in der direkten Nachkriegszeit. Es wurde beispielsweise auch ein Kulturfest in Graz mit Künstlern aus Ljubljana organisiert, außerdem wurden Treffen zwischen österreichischen und jugoslawischen Sportlern und auch gegenseitige Konzertinitiativen umgesetzt. Die Bemühungen um kulturellen Austausch blieben jedoch stets Kooperationen zwischen einzelnen Institutionen und Organisationen.

### Die 1950er-Jahre
Während die kommunistischen Nachbarstaaten bereits seit den 1950er-Jahren um den Abschluss von Kulturabkommen bemüht waren, verhielt sich Österreich in dieser Hinsicht sehr zurückhaltend „um nicht auf eine bestimmte (von ideologischen Motiven bestimmte) Kulturpolitik festgelegt zu sein.“ In den frühen 1950er-Jahren wurden dennoch die unmittelbaren Kontakte zwischen den beiden Staaten durch gegenseitige Besuche der Außenminister aufgebaut. In dieser Phase gab es vor allem einen Austausch zwischen Kärntnerischen und Slowenischen Künstlern, Musikern und Literaten die im jeweiligen Nachbarland Veranstaltungen organisierten. Aber auch das Wiener Burgtheater gastierte 1952 in Belgrad, Zagreb und Ljubljana. 1954 wurde beispielsweise auch eine österreichische Lesehalle in Zagreb gegründet, welche 1974 in ein Kulturinstitut umgewandelt wurde. Generell lässt sich in den 1950er-Jahren eine Zunahme des kulturellen Austausches wahrnehmen. Besonders stark daran beteiligt waren die österreichischen Bundesländer Kärnten und Steiermark, wie auch die Teilrepublik Slowenien und Kroatien und die zwei Bundeshaupstädte.

### Die 1960er-Jahre
Nach einer kurzzeitigen – durch die Diskussion um die in Kärnten ansässigen slowenische Minderheit hervorgerufene – Verschlechterung der politischen Beziehungen, bemühte man sich im Laufe der Jahre immer mehr um kulturellen Kontakte. Doch auch in den 1960er-Jahren beschränkte sich der kulturelle Austausch zum Großteil auf direkten Kontakt zwischen kulturellen Institutionen und Einrichtungen. Nachdem bei einem Besuch des jugoslawischen Außenministers Koca Popvic „der Wunsch nach weiterem Ausbau der kulturellen Zusammenarbeit zum Ausdruck gebracht wurde“ hielt sich im Mai 1961 eine Österreichische Kulturdelegation in Jugoslawien auf. Bei diesem Besuch wurde das Stipendiensystem für jugoslawische und österreichische Studenten angeglichen. Der Rückbesuch erfolgte 1962 von einer jugoslawischen Delegation von Bildungsfachleuten in Österreich. Ab den Mitte der 1960er-Jahre lässt sich eine Intensivierung der Kulturkontakte erkennen, welche auch zu einer „immer stärkeren Öffnung der Sozialistischen Föderativen Republik Jugoslawien“ führten. „Viele Kulturveranstaltungen, Aufführungen, Ausstellungen, Konzerte und Lesungen waren die Folge, sowohl in Österreich als auch in Kroatien. Die Träger des sich immer reger entwickelnden kulturellen Austausches waren sehr vielfältig: einzelne Persönlichkeiten, Kultureinrichtungen, aber auch Kooperationsvorhaben aufgrund von Zusammenarbeitsverträgen der Gebietskörperschaften selbst. Aus Grazer Sicht gab es den ausgeprägten politischen Willen, besonders am Beginn der Entwicklung in den 60er Jahren, den Kulturaustausch mit den Nachbarn in Südosteuropa zu intensivieren.“

### Erstes staatliches Kulturabkommen 1973
Gegen Ende der 1960er-Jahre öffnete sich Österreich gegenüber dem Abschluss von Abkommen mit kommunistischen Ländern, und in der Folge wurden zahlreiche Abkommen im Bereich der technischen und wissenschaftlichen, aber auch kulturellen Zusammenarbeit mit kommunistischen Nachbarstaaten abgeschlossen. Die staatliche Organisation der kulturellen Beziehungen begann erst in den 1970er-Jahren. In diesem Rahmen wurde Kultur vor allem als „Hochkultur“ verstanden, der staatlich organisierte kulturelle Austausch konzentrierte sich daher vorwiegend auf künstlerische, wissenschaftliche und bildungsbezogene Bereiche, Alltagskultur fand hierbei keine große Bedeutung. Die staatlich organisierten kulturellen Beziehungen – wie auch das Inkrafttreten des ersten Kulturabkommens 1973 – wurden jedoch immer wieder aufgrund politischer Konflikte verzögert, insbesondere wegen Streitigkeiten rund um die Kärntner Ortstafeln. So verschlechterte der „Ortstafelsturm“ in der ersten Hälfte der 1970er-Jahre abermals die politischen Beziehungen zwischen Österreich und Jugoslawien, so dass sich das Unterzeichnen des bereits geplanten Kulturabkommens zwischen den beiden Staaten verzögerte.
1973 trat schlussendlich das „Abkommen zwischen der Republik Österreich und der Sozialistischen Föderation Jugoslawien über die Zusammenarbeit auf den Gebieten der Kultur, Wissenschaft und Erziehung“, welches am 14. April 1972 von Rudolf Kirchschläger und Jaksa Petric unterzeichnet worden war und am 31. August 1973 im Bundesgesetzblatt der Republik Österreich veröffentlicht wurde, in Kraft. Damit war Jugoslawien der erste Nachbarstaat mit kommunistischer Regierungsform, der mit Österreich ein derartiges bilaterales Kulturabkommen abschloss. Laut der Einleitung war das Abkommen „vom Wunsche geleitet, die Zusammenarbeit zwischen beiden Ländern auf den Gebieten der Kultur, Wissenschaft und Erziehung zu entwickeln und zur Förderung des gegenseitigen Verständnisses sowie der freundschaftlichen Beziehungen zwischen dem österreichischen Volk und den Völkern Jugoslawiens beizutragen“. Im ersten Artikel wird angeführt, dass das Abkommen die Zusammenarbeit „auf den Gebieten der Wissenschaft und Forschung, der Kultur und Kunst, des Rundfunks und Fernsehens sowie der sowohl Erwachsenenbildung, der außerschulischen Jugenderziehung und des Sports“ beinhaltet.
Zur erleichterten Umsetzung dieses Kulturabkommens sollte Artikel 20 des Abkommens eine „Gemischte Kommission“ eingerichtet werden, welche alle zwei Jahre (je abwechselnden in einem der zwei Staaten) zu tagen hat: „Die Gemischte Kommission schlägt den Vertragsstaaten jeweils ein Programm zur organisatorischen und finanziellen Regelung der Durchführung dieses Abkommens vor.“ Dieses erste Kulturabkommen zwischen Österreich und Jugoslawien beinhaltete zuerst keine konkreten Schritte beziehungsweise konkrete Projekte, es handelte sich dabei vielmehr um ein Rahmenprogramm. Angeführte Punkte waren etwa der Austausch wissenschaftlicher Mitarbeiter und Vertreter wissenschaftlicher Institutionen, die Ausführung von Lehraufträgen für sowohl die Sprache, als auch die Literatur der „Völker des anderen Vertragsstaates“ und den gegenseitigen Austausch wissenschaftlicher Publikationen.
Auch Stipendien und die „Ermutigung zum Studium der Sprache und Literatur der Völker des anderen Vertragsstaates“, der Austausch von Lehrmittel und Lehrplänen und die Ermutigung zur engeren Zusammenarbeit des Rundfunks, sowie auch Ausstellungen im jeweilig anderen Land wurden als Unterstützungsmaßnahmen für den kulturellen Austausch im Abkommen angeführt. Generell wurde die Unterstützung der Kontakte zwischen kultureller Institutionen der zwei Staaten und die Ermutigung zum Austausch stark betont. Dem Bedarf von konkreten Projekten zur Förderung des Kulturaustausches wurde jedoch im Folgejahr 1973 nachgekommen. Nach dem jeweiligen Auslaufen des vorhergehenden Kulturabkommens wurden sowohl 1977, als auch 1980 weitere Abkommen dieser Art zwischen den zwei Nachbarländern beschlossen.

### Universitärer Austausch
Im Rahmen des kulturellen Austausches zwischen Jugoslawien und Österreich wurde der wissenschaftlichen Zusammenarbeit besondere Aufmerksamkeit geschenkt. Im Jahre 1976 wurde das „Abkommen zwischen der Republik Österreich und der Sozialistischen Föderativen Republik Jugoslawien über die Gleichwertigkeit der Reifezeugnisse“, im Jahre 1980 das „Abkommen zwischen der Republik Österreich und der Sozialistischen Föderativen Republik Jugoslawien über Gleichwertigkeiten im Universitätsbereich“ abgeschlossen. Diese Folgeabkommen waren bereits in Artikel 5 des BGBL. 436/1973 festgelegt worden. In den Kulturabkommen der 1970er- und 1980er-Jahre waren der Austausch von Hochschullehrkräften, Gastvorträge, Unterstützung der gemeinsamen Forschung und die Abhaltung von wissenschaftlichen Symposien vorgesehen. 1970 wurde beispielsweise eine wissenschaftliche Österreich-Woche in Jugoslawien 1980 abgehalten, zwischen der Österreichischen Akademie der Wissenschaften und dem Rat der Akademien der Wissenschaften und Künste Skopje ein Programm zum Wissenschaftleraustausch festgelegt. Derartige Veranstaltungen waren keine Seltenheit.

### Andere Formen der Kulturzusammenarbeit
Im Folgenden sollen beispielhaft weitere Formen der Kulturzusammenarbeit zwischen Jugoslawien und Österreich angeführt werden, um einen Eindruck der sowohl inhaltlichen, als auch organisatorischen Vielfältigkeit des kulturellen Austausches zu geben:
1973 und 1984 gab es Historikertreffen, die sich mit der Habsburgermonarchie und den Österreichisch-jugoslawischen Beziehungen in der Zwischenkriegszeit beschäftigten.
1975 wurde in Wien ein Jugoslawisches Kulturinformationszentrum eröffnet, welches sich zuerst mit den jugoslawischen Gastarbeitern und ihren Kindern in Österreich beschäftigte, sich im Laufe der Zeit jedoch auch immer mehr dem österreichischen Publikum öffnete.
Mit dem Kulturabkommen einhergehend fanden zudem Kontakte und Aktivitäten in allen künstlerischen Bereichen statt. 1975 organisierte das Künstlerhaus Wien die Ausstellung „Aspekte jugoslawischer Kunst“, zudem gab es zahlreiche Ausstellungen insbesondere von Künstlern aus Slowenien. Gleichzeitig wurden Werke einiger österreichischer Künstler in Jugoslawien ausgestellt.
Auch im Film gab es eine gewisse Zusammenarbeit. Im Zeitraum von 1973 bis 1988 wurden 30 jugoslawische Spielfilme für Aufführungen in Österreich angekauft, im selben Zeitraum allerdings nur ein österreichischer für Aufführungen in Jugoslawien.

### Schulfrage
Im Bereich der Gestaltung des Schulwesens für Kinder jugoslawischer Gastarbeiter in Österreich wurde vor allem die Frage nach muttersprachlichem Unterricht immer wieder diskutiert und verhandelt. Bereits seit den ersten Kulturabkommen war es ein besonderes Anliegen der jugoslawischen Seite, muttersprachlichen Zusatzunterricht für Kinder von jugoslawischen „Gastarbeitern“ in Österreich sicherzustellen. In den 1970er-Jahren wurden die ersten Kurse für Serbokroatisch, Slowenisch (und auch Türkisch) eingerichtet, in enger Kooperation mit den „Entsenderstaaten“. Diese Entwicklung ist bis heute im Schulsystem spürbar. 1992 wurde der Schulversuch „Muttersprachlicher Zusatzunterricht“ in das Regelschulwesen und so in die Lehrpläne der allgemein bildenden Pflichtschulen übernommen, 2000/01 folgten die Lehrpläne für die Sekundarstufe I, 2004/05 für die AHS-Oberstufe. Laut einer Erhebung des Schuljahres 2009/10 unterrichteten 389 Lehrkräfte 30.732 Schüler in 21 Sprachen. Davon unterrichten 152 Lehrer in den Sprachen Bosnisch, Kroatisch, Serbisch.

### Schwierigkeiten ab den 1980er-Jahren
Während das Abkommen von 1973 den kulturellen Austausch zwischen Österreich und Jugoslawien deutlich erweiterte, verlief dieser kultureller Kontakt jedoch nicht stets reibungsfrei. Vor allem die politischen Auseinandersetzungen bezüglich der jugoslawischen Minderheiten in Österreich (wie etwa die „Ortstafelfrage“) belasteten die kulturellen Beziehungen zwischen den beiden Staaten.
1984 lief das dritte Kulturabkommen aus, „aufgrund von Streitigkeiten über die Bezeichnung von Kärntner Ortsnamen in slowenischer Sprache“ scheiterten längere Zeit die Bemühungen, ein Folgeabkommen abzuschließen. Weiterer Streitpunkt war etwa die Tatsache, dass ausländische Kulturinstitute in Jugoslawien keine Sprachkurse anbieten durften. Auch gab es vor allem im österreichischen Bundesland Kärnten ein Problem mit den Paragrafen der Abkommen aus den Jahren 1977 und 1980, welche sich mit dem muttersprachlichen Unterricht befassten.
Am 20. November 1987 wurde dennoch schließlich das vierte Kulturabkommen in Graz unterzeichnet.